# Minerały metamiktyczne
Minerały metamiktyczne – minerały zawierające pierwiastki promieniotwórcze jako składniki główne lub poboczne. Doznają one uszkodzenia lub zniszczenia struktury pod wpływem bombardowania cząstkami α pochodzącymi z rozpadów jąder nietrwałych izotopów, jak np. 235U. Minerał zachowując swoją postać zewnętrzną, traci wewnętrzną strukturę krystaliczną i staje się bezpostaciowy, izotropowy, częściowo amorficzny. Ulega izotropizacji. Zmniejsza się wtedy również gęstość minerału oraz współczynnik załamania światła.

## Charakterystyka
Minerały metamiktyczne odznaczają się szklistym lub smolistym wyglądem i muszlowym przełamem. Przez odpowiednie ogrzewanie energia drgań termicznych może na nowo przywrócić uporządkowaną strukturę krystaliczną. Towarzyszy temu promieniowanie podczerwone w postaci wydzielającego się ciepła, oraz wzrost gęstości i efekty luminescencyjne.

## Przykłady minerałów metamiktycznych
Do minerałów łatwo przechodzących w stan metamiktyczny należy m.in. cyrkon ZrSiO
4, toryt ThSiO
4, fergusonit YNbO
4, gadolinit Y2FeBe2[O|Sio4]2 oraz ortyt (Ca,Ce)2(Fe2+Fe3+)Al2[O|OH|SiO4|Si2O7]. Zawartość pierwiastka promieniotwórczego (uranu lub toru) jest w nich niekiedy mała, nieprzekraczająca 1%. Jego obecność nie jest jednak czynnikiem wystarczającym do przejścia minerału w stan metamiktyczny, niektóre bowiem minerały nigdy nie przechodzą w ten stan np. torianit ThO
2, oraz ksenotym YPO
4 i tortweityt Sc
2[Si
2O
7], które zawierają domieszki U lub Th. Znane są również minerały które opornie ulegają izotropizacji, np. monacyt (Ce,Th)PO4.

### Galeria

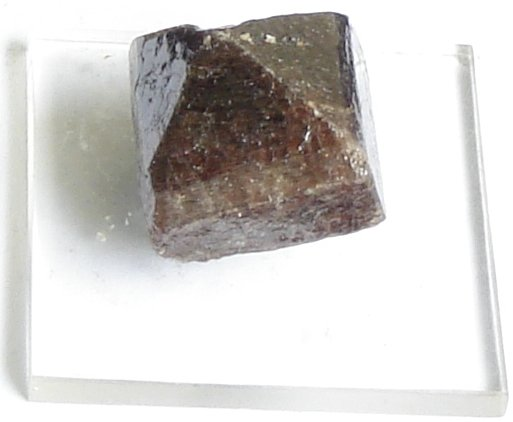
Cyrkon
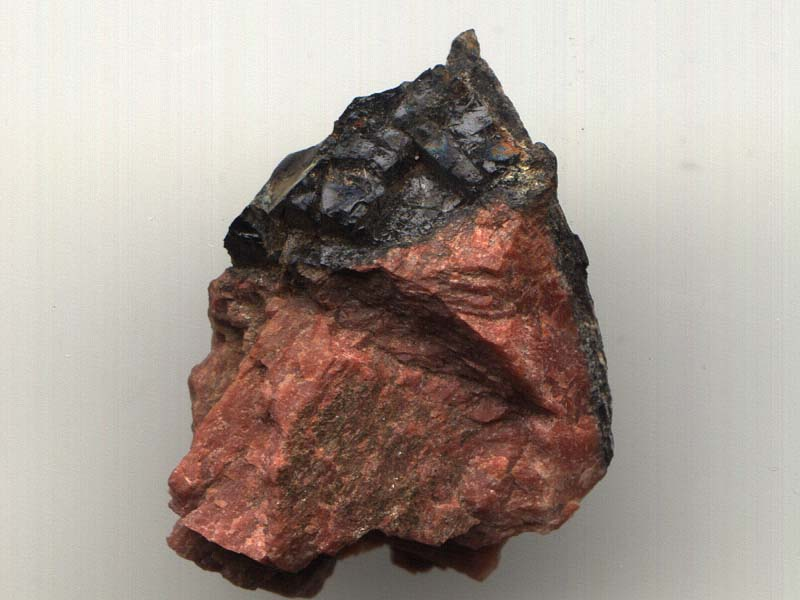
Gadolinit
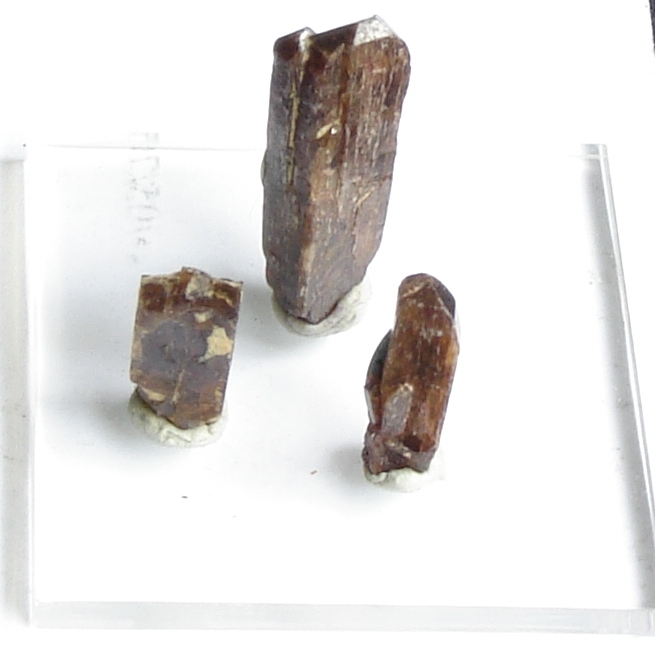
Ksenotym
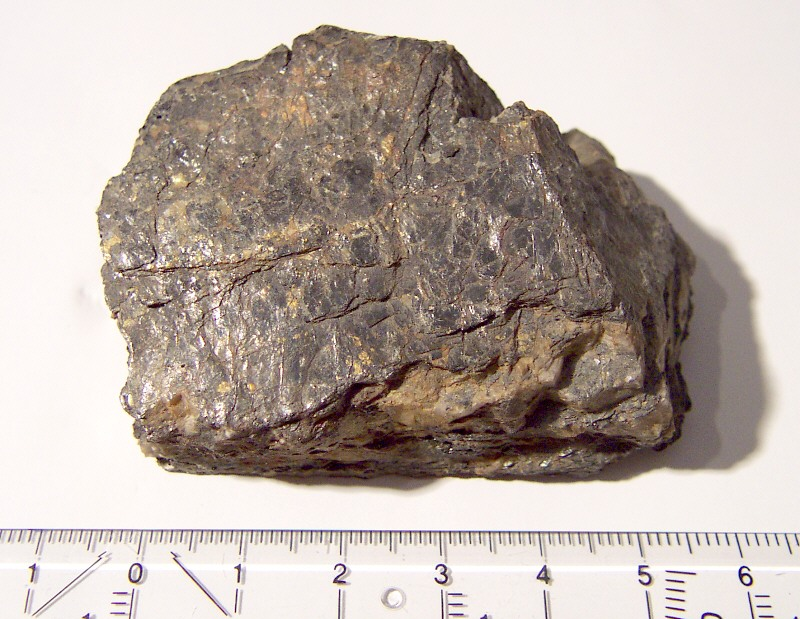
Fergusonit

## Datowanie minerałów metamiktycznych
Na podstawie oznaczenia najniższej temperatury, przy której zachodzi rekrystalizacja minerału metamiktycznego, a także zawartość pierwiastka radioaktywnego i ołowiu oraz stopnia metamiktyzacji można w sprzyjających warunkach określić wiek minerału lub czas, jaki upłynął od ostatniej jego rekrystalizacji, a także ustalić temperaturę jaką mógł osiągnąć w chwili powstania lub rekrystalizacji.